# Bubble Bobble (spelserie)
Bubble Bobble är en spelserie med pusselspel från det japanska företaget Taito. Det första spelet, Bubble Bobble, i spelserien släpptes 1986 i form av ett arkadspel och för bland annat Commodore 64 och NES. Senare spel har bland annat släppts till Playstation Portable, Wii och Nintendo DS.

## Spelsättet
I spelen styr spelaren en av två små dinosaurier på en skärm stor bana och ska genom att blåsa vattenbubblor oskadliggöra fienderna. Genom att sedan gå på fienderna förvandlas de till ätbara godsaker som sedan omvandlas till poäng. Banorna består ofta av flera avsatser vilka man kan hoppa emellan och det gäller att undvika att bli träffad av fienderna. När alla fiender är raderade är banan avklarad och man teleporteras vidare till nästa bana. Banorna blir svårare och svårare och det gäller att få så många poäng som möjligt utan att dö.